# Bart Jan Janssen
Bart Jan Janssen (* 3. Februar 1983 in Lanaken, Belgien) ist ein ehemaliger belgischer Volleyballspieler und heutiger -trainer.

## Karriere
Janssen begann im Alter von sieben Jahren mit dem Volleyball. Er spielte zunächst in Lanaken und bei Avoc Achel, ehe er zu Noliko Maaseik wechselte. 2001 wurde Janssen Co-Trainer des Frauen-Volleyballteams der Katholieke Universiteit Leuven, 2004 übernahm er dort den Posten des Cheftrainers, den er anschließend bis 2007 ausübte. Als Aktiver kehrte er nach Achel zurück, wo er von 2010 bis 2012 auch für Spielanalyse und Spielstrategie zuständig war. 2012 belegte er mit dem Verein den zweiten Platz in der zweiten belgischen Liga. In der Saison 2012/13 spielte er beim deutschen Bundesligisten Moerser SC. Nach Beendigung seiner aktiven Karriere war er von 2014 bis 2016 Cheftrainer des belgischen Erstligisten Kivola Riemst. In der Saison 2016/17 betreute er die zweite Männermannschaft von Volleyball Club Elen. Ab 2019 war er zunächst Co-Trainer sowie ab November 2020 Cheftrainer der Ladies in Black Aachen. Nach der Saison 2020/21, in welcher er mit der Aachener Mannschaft die Play-offs erreichte und im Viertelfinale am Dresdner SC scheiterte, verlängerte er seinen auslaufenden Vertrag nicht und verließ Aachen. Anschließend unterzeichnete er beim Dresdner SC für die Saison 2021/22 einen Ein-Jahres-Vertrag als Co-Trainer von Alexander Waibl. Nach dem Ende der Saison 2021/22 wurde sein Vertrag in Dresden nicht verlängert.

## Privates
Janssen stammt aus einer Volleyball-Familie. Seine Eltern waren in dieser Sportart ebenso aktiv wie sein Bruder Tom, der nach einer Knieverletzung Nachwuchstrainer wurde, und seine Schwester Aukje, die in der ersten Liga spielte. Janssen ist mit der belgischen Beachvolleyballerin Liesbeth Mouha liiert. Er arbeitete als Sportlehrer in Maasmechelen und Lanaken.